# Leonello Casucci
Leonello Casucci (Pistoia, 23 dicembre 1885 – Desenzano del Garda, 9 settembre 1975) è stato un compositore italiano.
Compose nel 1929 la melodia della canzone Gigolò con il testo di Enrico Frati. 
La canzone ebbe grande successo all'epoca e il testo fu tradotto in tedesco da Julius Brammer divenendo Schöner Gigolo, armer Gigolo. 
La canzone divenne globalmente nota quando Irving Caesar la adattò in lingua inglese col titolo di Just a Gigolo. 

## Versioni ed interpretazioni della canzone
- Leonello Casucci
- Richard Tauber (Schöner Gigolo, armer Gigolo)(1929)(prima registrazione)
- Leo Reisman and His Orchestra (1931)
- Marlene Dietrich
- Betty Boop (1932).
- Louis Armstrong and his Sebastian New Cotton Club Orchestra (1931)
- Thelonious Monk
- Louis Prima (novembre 1956), che incluse il ritornello di un'altra canzone nel ritornello I Ain't Got Nobody (testi di Spencer Williams, musiche di Charles Warfield, cantata dai Mills Brothers).
- Nel 1979 David Bowie interpretò il gigolò descritto dalla canzone in un film diretto da David Hemmings con Marlene Dietrich che canta la sua versione della canzone con il testo di Julius Brammer.
- Lucio Dalla e Francesco de Gregori